# پیچک سه‌رنگ
پیچک سه رنگ(نام علمی: Convolvulus tricolor) نام یک گونه از سرده پیچک است.